# Arranjo duplo irlandês
O arranjo duplo irlandês é uma estratégia de elisão fiscal que algumas empresas multinacionais utilizam para reduzir sua responsabilidade fiscal. A estratégia utiliza pagamentos entre filiais de um grupo econômico para realocar a renda de um país com alta taxa tributária para um país de baixa taxa tributária. Ela se apoia no fato de que a legislação tributária da Irlanda não inclui as regras dos EUA para preços de transferência. Especificamente, a Irlanda tem uma tributação territorial e, portanto, não impõe tributos sobre a renda registrada em subsidiárias de empresas Irlandesas que estão fora do país.